# 27e législature de la Chambre des représentants de Belgique
La 27e législature de la Chambre des représentants de Belgique a commencé le 6 décembre 1921, et s'est achevée le 6 mars 1925. Elle fait suite aux élections législatives du 20 novembre 1921.
La Chambre compte 186 membres élus.

## Bureau
- Émile Brunet, président (POB)
- Vice-présidents
  - Émile Tibbaut (Cath)
  - Albert Mechelynck (nl) (Lib) (+9.03.1924 - suppléant Arthur Buysse)
  - Louis Bertrand (POB)
  - Maurice Pirmez (Cath)
- Secrétaires
  - Auguste Huyshauwer (Cath)
  - Robert de Kerchove d'Exaerde (Cath)
  - Désiré Bouchery (POB)
  - Jules Mathieu (POB)
  - Paul Neven (Lib)
- Questeurs
  - Xavier De Bue (Cath)
  - Léon Jourez (Lib)
  - Léon Troclet (POB)
  - Jules Poncelet (Cath)

## Membres
- baron Josse Allard
- Alfred Amelot (Lib)
- Édouard Anseele (POB)
- Henri Baels (Cath)
- Eugène Berloz (POB)
- Émile Blavier (Cath)
- Jules Boedt (nl) (Lib)
- Joseph Bologne (POB)
- Louis Boone (Cath)
- François Bovesse (Lib)
- René Branquart (POB)
- André Brassinne (Cath)
- baron Émile Braun (Lib)
- Alphonse Brenez (POB)
- Valentin Brifaut (Cath)
- Frans Brusselmans (Cath)
- Émile Buisset (Lib)
- Émile Butaye
- Adolphe Buyl
- Jules Carlier (Lib)
- Henry Carton de Wiart (Cath)
- Arthur Catteeuw (Cath)
- Raoul Claes (Lib)
- Désiré Cnudde (POB)
- Fernand Cocq (Lib)
- René Colaert (Cath)
- Léon Colleaux (POB)
- Georges Cousot (Cath)
- Maurice Crick (Lib)
- Hector Cuelenaere (Cath)
- Pierre David (Cath)
- Louis de Béthune (Cath)
- Charles De Bruycker (Cath)
- Auguste De Bruyne (POB)
- René Debruyne (nl)
- August Debunne
- Pierre de Burlet (Cath)
- Staf de Clercq (Frontiste)
- Léon De Coster (Cath)
- Joseph Defaux
- Jules de Géradon (Cath)
- Isidoor De Greve (Cath)
- Charles De Jaegher (nl) (Lib)
- Joseph Dejardin (POB)
- Jules De Keersmaecker (Cath)
- Achille Delattre (POB)
- Pierre de Liedekerke de Pailhe (Cath)
- Isi Delvigne (POB)
- Célestin Demblon (communiste apparenté POB)
- Adrien de Montpellier de Vedrin (Cath)
- Frans De Schutter (POB)
- Jules Destrée
- Albert Devèze (Lib)
- Alfons De Vos (Lib)
- Fernand de Wouters d'Oplinter (Cath)
- Adiel Dierkens (POB)
- Edmond Doms(POB)
- Samuel Donnay (POB)
- Ernest Drion du Chapois (Cath)
- Léon du Bus de Warnaffe (Cath)
- Henri Duchatel (Cath)
- Willem Eekelers (POB)
- Ferdinand Elbers (POB)
- Victor Ernest (POB)
- Édouard Falony (POB)
- Corneille Fieullien (Cath)
- Frans Fischer (nl) (POB)
- Eugène Flagey (Lib)
- Pierre Forthomme (Lib)
- Louis Franck (Lib)
- Alexandre Galopin (POB)
- Léon Gendebien (Cath)
- Gustaaf Gevaert (POB)
- Georges Goetgebuer (Cath)
- Fernand Golenvaux (Cath)
- Théophile Gollier (Cath)
- Joseph Gris
- Max Hallet (POB)
- Joris Helleputte (Cath) (fin au 22.5.1924)
- Victor Hessens (POB)
- Henri Heyman (nl) (Cath)
- Jules Hoen
- Hyacinthe Housiaux (Cath)
- Maurice Houtart (Cath)
- Georges Hubin (POB)
- Camille Huysmans (POB)
- Paul Hymans (Lib)
- Adrien Iweins d'Eeckhoutte (Cath)
- Paul-Émile Janson (Lib)
- Henri Jaspar (Cath)
- Paul-Henri Jouret (Lib)
- Paul Lamborelle (Lib)
- Joannes Lampens (POB) (+ 22.7.1922)
- Maurice Lemonnier (Lib)
- Léonard (POB)
- Léon Mabille (Cath) (+11.7.1922)
- Jules Maenhaut (nl) (Cath)
- Hubert Mampaey (Cath)
- Jules Mansart (POB)
- Hendrik Marck (nl) (Cath)
- Fulgence Masson (Lib)
- Adolphe Max (Lib)
- Guillaume Melckmans (POB)
- Léon Meysmans (POB)
- Edgard Missiaen (POB)
- Camiel Mostaert (POB)
- Camille Moury (POB)
- Xavier Neujean (Lib)
- Alfred Nichels (nl) (POB)
- Thomas Niezette
- Camille Ozeray (Lib)
- Arthur Pater
- Édouard Pécher (Lib) (+ 1926)
- Louis Pépin (POB)
- Jean-Baptiste Périquet
- Hendrik Picard (Frontiste)
- Louis Piérard (POB)
- Joseph Pierco (Lib)
- Prosper Poullet (Cath)
- Lionel Pussemier (nl) (Cath)
- Auguste Raemdonck van Megrode (Cath)
- Jean Ramaekers (Cath)
- Jules Renkin (Cath)
- Ernest Reynaert (Cath)
- Édouard Richard (Cath)
- Hubert Robyn (Lib)
- Jan-Baptist Rombauts (Cath)
- Edmond Rubbens (Cath)
- Jean-Baptiste Samyn (POB)
- Gustave Sap (Cath)
- François de Schaetzen (Cath)
- Émile Schevenels (POB)
- Jean-Baptiste Schinler (POB)
- Paul Segers (Cath)
- Alfons Siffer (Cath)
- Ignace Sinzot
- Eugène Soudan (POB)
- Nicolas Souplit (POB)
- Louis Straus (Lib)
- Frans Theelen (Cath)
- Paul Tschoffen (Cath)
- Louis Uytroever (POB)
- Fernand Van Ackere (Cath)
- François Van Belle (POB)
- Jules Van Caenegem (nl) (Cath)
- Frans Van Cauwelaert (Cath)
- Hippolytus Vandemeulebroucke (POB)
- Fernand Van den Corput (Cath)
- Oscar Vanden Eynde de Rivieren (Cath)
- Émile Vandervelde (POB)
- Joseph Vandevelde
- Aloys Van de Vyvere
- Émile van Dievoet (Cath)
- Adolphe Van Glabbeke
- Alphonse Van Hoeck (Cath)
- Paul Van Hoegaerden (Lib) (+ 24.07.1922)
- Charles Van Hoeylandt (nl) (POB)
- Philip Van Isacker (Cath)
- Auguste Van Landeghem (POB)
- William Van Remoortel (Indép.)
- Petrus Van Schuylenbergh (Cath)
- Joris Van Severen (Frontpartij)
- Eugène Van Walleghem (POB)
- Jozef Verachtert (Cath)
- Herman Vergels (Cath)
- Jozef Verlinden (POB)
- Oscar Vermeersch (Cath)
- Amédée Visart de Bocarmé (Cath) (fin au 25.11.1923)
- Joseph Wauters (POB)
- Paul Wauwermans (Cath)
- Sébastien Winandy (Cath)
- Charles Woeste (Cath) (+ 5.04.1922)